# Dykmask

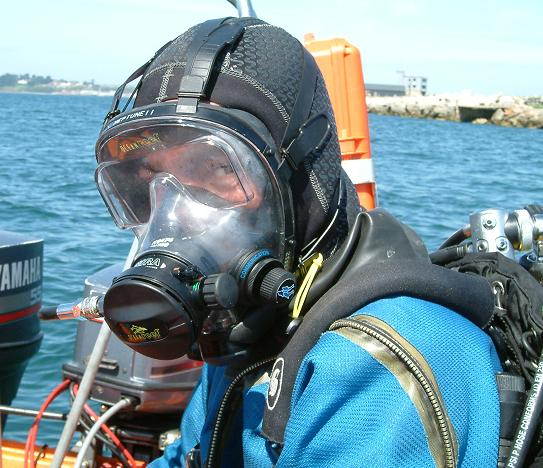
Dykare i heltäckande dykmask.

Dykmask kallas den mask som används vid dykning eller snorkling för att bäraren ska kunna se klart under vattnet. Förr kallades denna del av en dykares utrustning för cyklop eller cyklopöga, eftersom den hade en enda stor glasyta. Numera har de flesta dykmasker två glasytor och namnet cyklop blir oegentligt. 

## Användning
Vid dykning måste masken tryckutjämnas, genom att dykaren andas ut genom näsan. Detta för att förhindra masksqueeze, det vill säga att masken av trycket från det omgivande vattnet pressas mot dykarens ansikte. För att det skall fungera måste masken täcka näsan. Det fungerar därför inte så bra att ha simglasögon vid dykning.
Det är viktigt att masken sitter bekvämt och passar dykarens ansikte. 
Om masken vattenfylls under vattnet måste den tömmas. Masken lyfts därvid i nederdelen medan bäraren tittar uppåt, samtidigt som denne blåser ut luft genom näsan in i masken. Detta kallas masktömning. Om masken har en tömningsventil används denna för att få ut vattnet. En grundkurs i dykning lär ut hur masken tas på under vatten, liksom simning utan mask under vattnet.

## Konstruktion
Dykmasker görs i många olika modeller, från ovala till lågvolymsmasker med sidoglas för ett vidare synfält. Glasfönstret kan vara gjort av härdat glas, så att glaset inte går sönder i små bitar vid olyckor. En dykmask går även att utrusta med optiskt korrigerade glas. 
Övriga delar av masken görs i gummi eller silikon. Förr tillverkades masker i svart neopren, men detta material håller inte lika länge som silikon och kan irritera känslig hud.